# 沃羅諾韋
48°53′55″N 38°34′23″E / 48.89861°N 38.57306°E

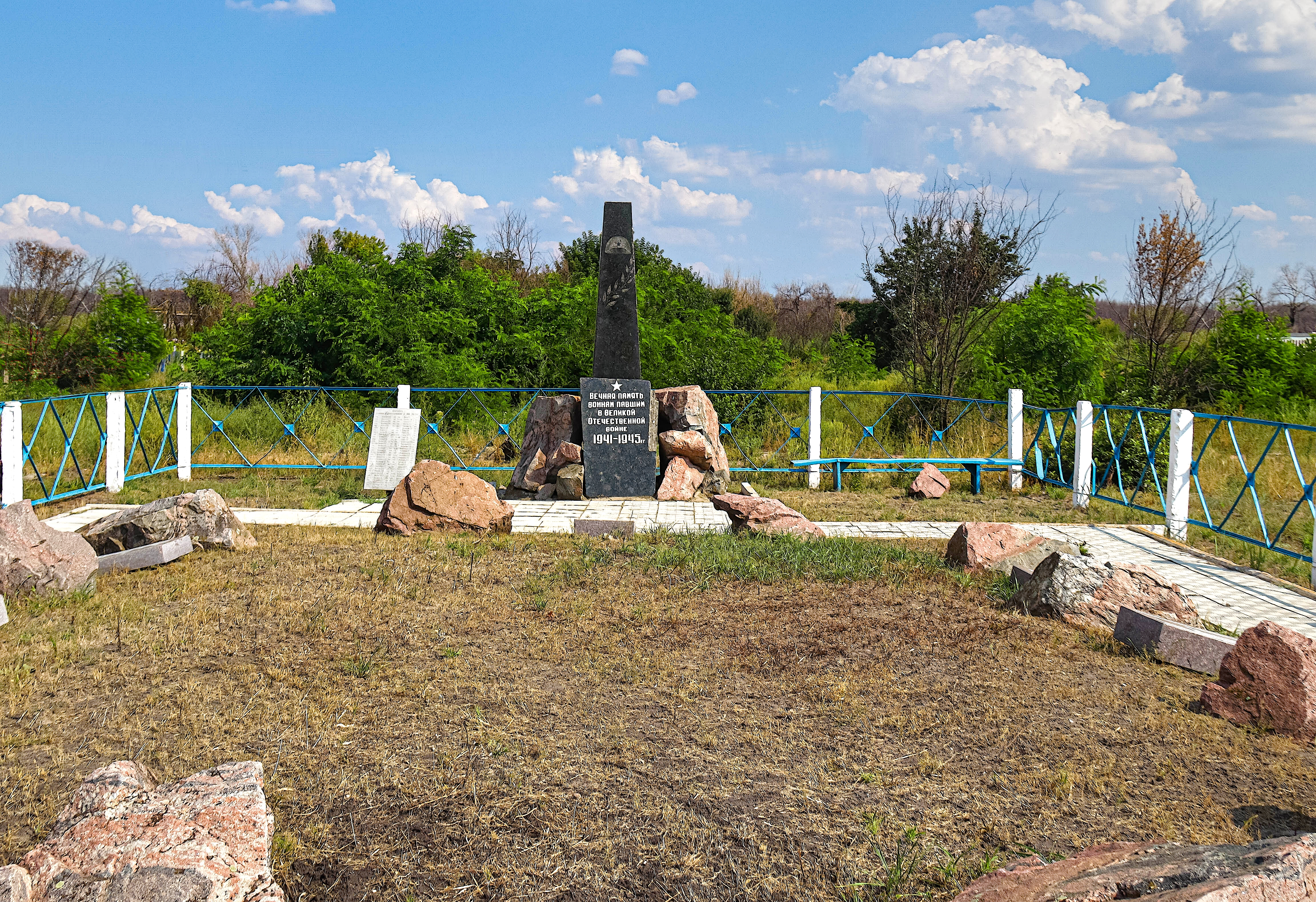
苏联烈士墓

沃羅諾韋（烏克蘭語：Воронове）是位於烏克蘭東部的市級鎮，由盧甘斯克州北頓涅茨克區的北頓涅茨克市鎮負責管轄。該鎮處於北頓涅茨河畔，始建於1692年，面積3.8平方公里，2011年人口839，人口密度每平方公里220.79人。